# Jean-Pierre Hellebaut
Pour les articles homonymes, voir Hellebaut.
Jean-Pierre Hellebaut, né en 1967, est un joueur de Scrabble d'origine belge qui a habité en Suisse de 1990 à 2008 et qui réside actuellement au Québec.

## Biographie
Jean-Pierre Hellebaut joue son premier match avec le club de Waterloo en 1982, le dernier en 1996. Quittant la Belgique pour la Suisse en 1992, il trouve un emploi sur le site chimique de Monthey et s'inscrit quatre ans plus tard au club de Sion, non loin de son domicile d'Ollon.
Il a été président de la Fédération suisse de Scrabble de 2000 à 2008. Il est le premier joueur suisse ayant remporté le championnat du monde individuel, en 2002,. En retenant le titre en 2003, il est devenu le troisième joueur ayant gagné le championnat du monde deux fois d'affilée (les autres étant Christian Pierre et Michel Duguet qui l'a fait deux fois). Son meilleur pourcentage lors des championnats du monde est classé troisième (99,90 %) de tous les joueurs ayant participé aux championnats du monde jusqu'en 2008.
Il a gagné trois fois le championnat de Suisse et a remporté trois fois d'affilée le festival de Vichy qui assemble plus de 1 100 joueurs chaque année.

## Palmarès
- Champion du monde (2002, 2003)
- Champion du monde par paires avec Christian Pierre (1991)
- Champion de Belgique en paire avec Christian Pierre (1991, 1993, 1994)
- Champion de Suisse (2001, 2003, 2008)
- Champion de Suisse de blitz (2001, 2003, 2004, 2006)
- Vainqueur du Festival de Cannes (1999, 2006)
- Vainqueur du Festival de Vichy (1993, 1994, 1995)